# The Price of a Good Time
The Price of a Good Time è un film muto del 1917 diretto da Phillips Smalley e Lois Weber.

## Trama
Linnie, commessa ai grandi magazzini, attira l'attenzione di Preston Winfield, il figlio del proprietario che, amareggiato con i genitori che vogliono combinare per lui un matrimonio, ha deciso di aiutare qualche impiegato del padre esaudendo i suoi sogni, illuminando così una vita grigia. Durante un'assenza dei suoi, convince Linnie ad accettare del denaro per potersi comperare degli abiti nuovi e organizza per lei le seguenti sei notti, nelle quali la ragazza potrà realizzare qualcuno dei suoi sogni. Tutto sembra andare per il meglio e Linnie vive come in una favola, andando a teatro, gustando i piaceri della tavola, viaggiando in automobile. Finché la ragazza non viene sorpresa da suo fratello mentre si trova con Preston: accusata di essere una donna disonesta, Linnie non riesce a reggere al disonore e si getta sotto le ruote della macchina di Preston,

## Produzione
Il film fu prodotto dalla Lois Weber Productions con il titolo di lavorazione The Whim che era anche il titolo della storia originale di Marion Orth (ma la pre-distribuzione attribuisce il soggetto a Louise Weber). Fu il primo film girato nello studio di proprietà della regista sul Santa Monica Blvd. di Hollywood. Prima che la pellicola venisse distribuita, un articolo elencava tra gli interpreti Ethel Weber, Colin Kenny e Therese Young, omettendo i nomi di Ann Schaefer e Helene Rosson. Wid's accredita come cameraman Duke Hayward mentre altre fonti, compresa la sinossi che accompagnava il film, citava alla fotografia Allen Siegler.

## Distribuzione
Distribuito dall'Universal Film Manufacturing Company (Jewel Productions Inc.), il film uscì nelle sale cinematografiche statunitensi il 4 novembre 1917.